# Селец (Кобринский район)
Селе́ц (бел. Сялец) — деревня в Кобринском районе Брестской области Белоруссии. Входит в состав Залесского сельсовета.
По данным на 1 января 2016 года население составило 203 человека в 86 домохозяйствах.
В деревне расположен магазин.

## География
Деревня расположена в 10 км к востоку от города Кобрина, в 6 км к северо-западу от остановочного пункта Камень, в 54 км к востоку от Бреста, на автодороге М10 Кобрин-Гомель.
На 2012 год площадь населённого пункта составила 1 км² (100 га).

## История
Населённый пункт известен с XVI века. В разное время население составляло:
- 1999 год: 100 хозяйств, 247 человек;
- 2009 год: 213 человек;
- 2016 год[2]: 86 хозяйств, 203 человека;
- 2019 год[1]: 172 человека.